# 동부양털여우원숭이

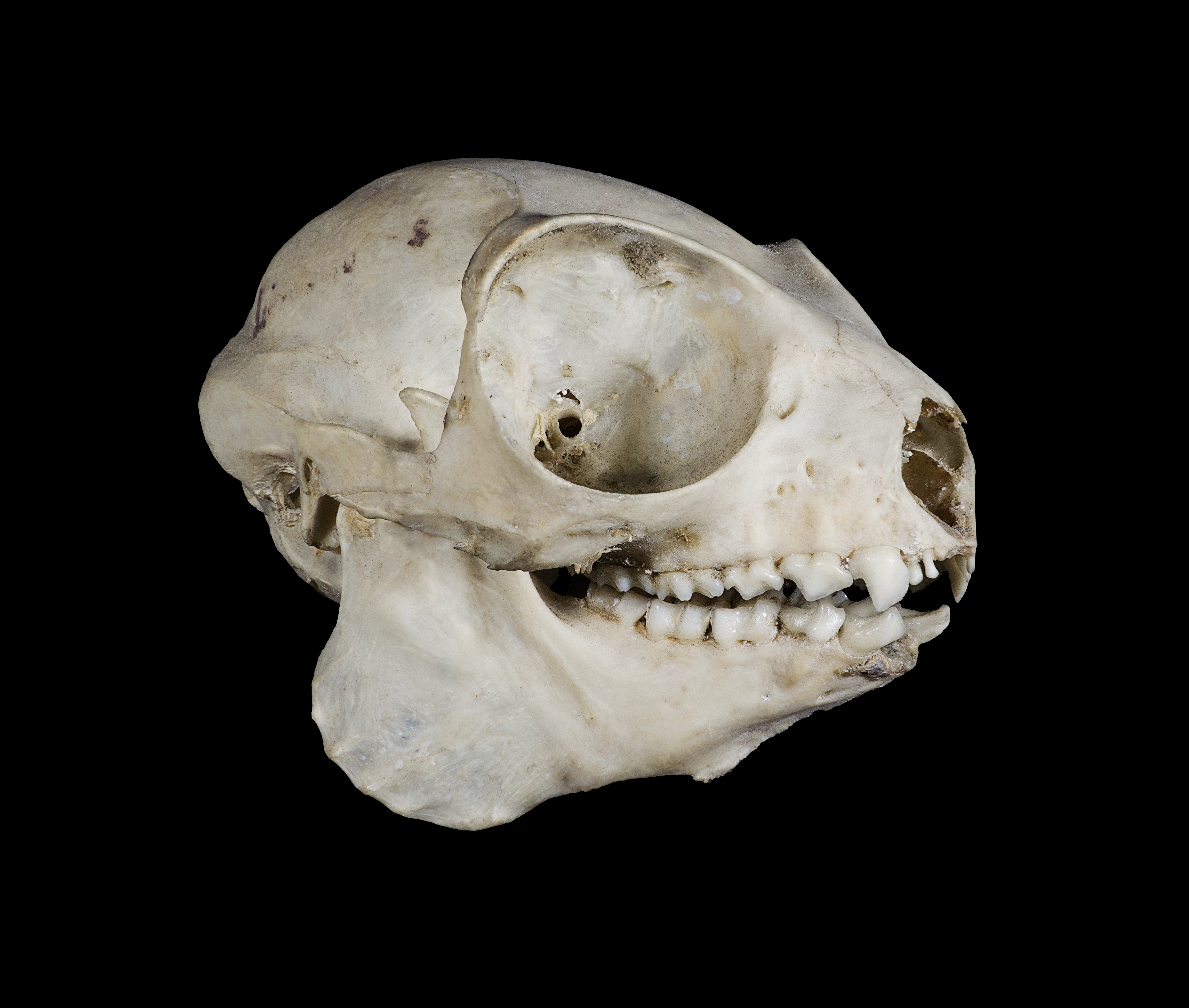
동부양털여우원숭이의 두개골

동부양털여우원숭이(Avahi laniger)는 인드리과에 속하는 양털여우원숭이의 일종이다. 마다가스카르 동부가 원 서식지로 습기가 많은 숲에서 서식한다. 야행성 동물로 몸무게는 1-1.3 kg 정도이고, 몸 길이는 27-39cm에 달하며, 꼬리 길이는 33-37cm이다. 이 여우원숭이의 먹이는 주로 식물의 잎과 새싹 등이다.
동부양털여우원숭이는 일자일웅의 짝과 이들의 새끼들이 함께 생활한다.
동부양털여우원숭이와 같은 우림에서 사는 다른 여우원숭이 종들은 왕관시파카(Propithecus diadema)와 붉은배여우원숭이(Eulemur rubriventer)다. 남동부 우림의 남부양털여우원숭이와 같은 지역에 사는 여우원숭이들은 생트 루스 숲 지역의 갈색쥐여우원숭이 (Microcebus rufus)와 큰난쟁이여우원숭이 (Cheirogaleus major), 살찐꼬리난쟁이여우원숭이(Cheirogaleus medius) 그리고 목도리갈색여우원숭이 (Eulemur collaris)가 있으며, 만데나 숲 지역의 남부작은대나무여우원숭이(Hapalemur meridionalis)가 있다.